# 吴作栋
吴作栋 SPMJ（1941年5月20日—），新加坡華裔政治人物，第二任新加坡总理。祖籍中國福建省泉州市永春县湖洋镇吴岭村。1990年起接任总理，並於1992年起担任新加坡人民行动党秘书长至2004年为止。2004年至2011年間，出任國務資政。

## 生平
1941年，吴作栋出生于新加坡，祖籍为福建省永春直隶州湖洋镇吴岭村。1955年，他就读于当地著名的英校莱佛士书院，曾是莱佛士书院学生会主席；1961年进入新加坡國立大学学习，並於1964年获经济学一等荣誉学位，同年开始任职于政府部门。1966年，吴作栋赴美国威廉姆斯學院深造，获发展经济学硕士学位。回国后，他任职于「新加坡海皇轮船公司」（現時為法國達飛海運集團子公司），1973年出任公司董事经理。
1976年，吴作栋获人民行动党推荐参选马林百列选区国会议员并当选，在1977年入选内阁，出任财政部资深部长。1979年，他成为人民行动党中央执行委员会委员，之后先后出任贸工部长、卫生部长和国防部长等職，並於1985年任第一副总理兼国防部长。1990年，在李光耀卸任總理后，全体阁员投票决定由吴作栋接任总理，而李光耀仍担任内阁资政。1992年12月，吳接任人民行动党秘书长，带领该党赢得1997年、2001年两次大选胜利。
2003年末，吴作栋宣布最快将在2004年中辞去总理一职。2004年8月12日，吴作栋正式请辞，由副总理李显龙接任总理职位，而吴作栋本人则转聘为国务资政，并与内阁资政李光耀共同履行辅助政府决策的义务。2011年新加坡大選結束後一星期，他與李光耀同時宣布辭去資政職務。
2020年6月，吴作栋決定不再角逐連任國會議員，從政壇引退。

## 争议
2001年1月21日，吴作栋在发表的一篇讲话中表示，在新加坡的马来人所受到的待遇比在邻国马来西亚的马来人要好。吴作栋赞扬了在新加坡马来人的成就，在讲话中他驳斥了外界所说的，马来人被排挤在社会边缘的说法。吴作栋还说，以1998年数字比较，在新加坡，23%的马来人从事行政或者是专业工作，但是，在马来西亚，担当这方面工作的马来人只占总人口的16%。他发表的言论随后触发了与马来西亚之间的争执。
时任马来西亚青年及体育部长希山慕丁·胡先抨击了吴作栋的这番话，指责吴作栋诋毁马来西亚的马来人所取得的成就。希山慕丁说，把新加坡的四十万马来人与马来西亚的一千三百多万马来人相比较是不妥当的，也是明显不平衡的。他也敦促新加坡政府在维护两国关系方面要有更敏锐的触觉。此外，马来西亚报章谴责了新加坡干涉马来西亚的内政。马来西亚外交部也要求新加坡政府予以澄清。
同年2月7日，马来西亚副首相阿都拉·巴达威对新加坡展开为期三天的访问以助改善两国间的敏感关系。2月9日，阿都拉表示，访问的结果清楚地表明两国重视双边关系。

## 荣誉

### 外国勋章奖章
- 柔佛王冠拿督斯里勋章（英语：Order of the Crown of Johor）（S.P.M.J.，马来西亚柔佛州，1991年5月11日[5]）